# Бибилейшвили, Лика
Лика Бибилейшвили (род. 21 сентября 1988, Батуми) — грузинская пианистка, проживает в Германии.

## Биография
Грузинская пианистка, родилась в Батуми. В возрасте 4-х лет начала заниматься фортепиано. В 12 лет исполнила Первый концерт Сергея Рахманинова с Национальным Симфоническим оркестром Аджарии, а в 14 лет выступила со Вторым фортепианным Концертом Камиля Сен-Санса. Во время обучения в Грузии часто солировала с Национальным Оркестром.
В 2008 году переехала в Мюнхен (Германия), где продолжила своё обучение в Высшей Школе Музыки и Театра (Hochschule für Musik und Theater München) с профессорами Францем Массингером (Franz Massinger), Фолькером Бэнфильдом (Volker Banfield) и Антти Сиирала (Antti Siirala). Лика Бибиблейшвили принимала участие в мастер-классах у Элиссо Вирсаладзе, Рувима Островского, Наума Штаркмана и Дмитрия Башкирова.
В 2018 году вышел её дебютный альбом от звукозаписывающей компании «Фарао Классикс» (Farao Classics) с произведениями Сергея Прокофьева, Мориса Равеля, Бела Бартока и Яна Сибелиуса.